# Drogo de Hauteville
Drogo de Hauteville (Dreux, Drogon, Drogone (n. cca. 1010 – d. 10 august 1051) a fost un nobil normand, care a succedat ca conte de Apulia fratelui său, Guillaume Braț de Fier, împreună cu care sosise în sudul Italiei în jurul anului 1035.
Împreună cu fratele său mai mare, Guillaume, Drogo a participat la campania întreprinsă de catepanul bizantin George Maniaces în Sicilia în 1038 împotriva sarazinilor din Emiratul de Sicilia, iar apoi în campania împotriva bizantinilor din Apulia împreună cu principele longobard Guaimar al IV-lea de Salerno. În 1042, normanzii l-au ales pe Guillaume drept conte la Melfi, iar Drogo a dobândit Venosa din partea lui Guaimar, în cadrul divizării în 12 părți a teritoriului cucerit. În 1044–1045, Drogo a luptat în favoarea fratelui său în Apulia, ocazie cu care i-a asediat pe bizantini în Bovino, cucerind localitatea.
În 1046, când Guillaume a murit, Drogo și Petru I de Trani erau principalii candidați în preluarea succesiunii. În cele din urmă, Drogo, sprijinit de Guaimar, a fost ales pentru succesiunea fratelui său. Se puneau astfel bazele pentru constituirea dinastiei de Hauteville. Drogo a fost apoi abordat de Rainulf Trincanocte, normand din Dinastia Drengot și conte de Aversa, pentru a-l reconcilia pe acesta cu Guaimar, lucru pe care l-a dus la îndeplinire. În același an, el a pătruns din nou în Apulia și a obținut victoria asupra catepanului Eustațiu Palatinos în apropiere de Taranto. Fratele său mai mic, Umfredo, care sosise ceva mai devreme, a forțat pe apărătorii bizantini din Bari să încheie un tratat cu normanzii. În 1047, Drogo a capturat Benevento, având în acest sens permisiunea împăratului german. Anul respectiv s-a dovedit a fi un punct de cotitură pentru normanzii din Italia. Mai întâi, Drogo a primit acceptul de căsătorie cu o fiică a fostului principe Guaimar al III-lea de Salerno, numită fie Gaitelgrima, fie Altruda. În al doilea rând, împăratul Henric al III-lea i-a confirmat titlul de Dux et magister Italiae comesque Normannorum totius Apuliae et Calabriae ("Duce și stăpân al Italiei și conte al normanzilor din toată Apulia și Calabria"), primul titlu comital legitim pentru normanzii din Melfi. În același context, Henric l-a privat pe Guaimar de Principatul de Capua, pe care l-a retrocedat fostului principe, Pandulf al IV-lea.
Pe parcursul domniei lui Drogo, fratele său vitreg Robert Guiscard a sosit și el în Italia (cca. 1047). Drogo s-a menținut ca aliat apropiat al lui Guaimar și i-a acordat sprijinul împotriva lui Pandulf după reinstalarea celui din urmă în Principatul de Capua. Cu toate acestea, nereușind să își controleze proprii baroni, Drogo nu a fost în stare să pună capăt acțiunilor de brigandaj și disputelor interfeudale care zdruncinau sudul Italiei. El s-a văzut nevoit să alunge atât pe fratele său mai tânăr Robert cât și pe nou sositul Richard Drengot, pe care l-a atacat și capturat. Guaimar a intermediat eliberarea lui Richard la sfârșitul anului 1047 sau începutul celui următor. În 1048, Drogo s-a aflat la comanda unei expediții în Calabria trecând prin valea râului Crati, lângă Cosenza. El a distribuit teritoriile cucerite în Calabria și i-a conferit lui Robert Guiscard un castel la Scribla, pentru a-i supraveghea intrările. În 1050, el a trebuit să îl sprijine pe Guaimar în reprimarea răscoalei unui anume Guillaume Barbote.
În 1051, papa Leon al IX-lea l-a silit pe Drogo să promită că va opri jafurile operate de normanzi, însă Drogo a fost asasinat în același an (probabil ca urmare a unei conspirații regizate de către bizantini, sub conducerea lui Argyrus), la Montoglio. El a fost succedat de către fratele său mai tânăr, Umfredo, după un scurt interregnum.
Drogo a avut un fiu, Richard, numit mai târziu conte de Castellaneta, Oria și Mottola de către Robert Guiscard.